# Patos (Albanië)
Patos ([patɔs]; bepaalde vorm: Patosi) is een stad ( bashki) in West-Albanië. De stad telt 23.000 inwoners (2011) en maakt deel uit van de Fier-prefectuur.
Patos is het centrum van de Albanese olie-industrie, en ligt tien kilometer ten zuidoosten van prefectuurshoofdstad Fier.

## Bestuurlijke indeling
Administratieve componenten (njësitë administrative përbërëse) na de gemeentelijke herinrichting van 2015 (inwoners tijdens de census 2011 tussen haakjes):
Patos (5397) • Ruzhdie (2326) • Zharëz (5236).
De stad wordt verder ingedeeld in 19 plaatsen: Banaj, Belinë, Drenie, Dukas, Frashër, Fshat i Ri, Gjynaqarë, Griz, Kasnicë, Kuqar, Margëlliç, Patos, Rërës, Rusinjë, Ruzhdie, Sheqishtë, Siqecë, Verbas, Zharëz.

## Sport
Voetbalclub KS Albpetrol Patos speelt in de Kategoria e Dytë, de derde nationale klasse van Albanië. Het team werkt zijn thuiswedstrijden af in het Alush Noga-stadion, dat plaats biedt aan 4000 toeschouwers.